# 監獄法
監獄法（かんごくほう、明治41年法律第28号）は、刑事施設における被収容者（受刑者処遇法に規定される受刑者以外のもの）の処遇に関する法律である。
2006年（平成18年）5月24日、刑事収容施設及び被収容者等の処遇に関する法律（平成17年法律第50号、刑事収容施設法）附則15条により改正され、刑事施設ニ於ケル刑事被告人ノ収容等ニ関スル法律に改題された。
この法律は刑事施設及び受刑者の処遇等に関する法律の一部を改正する法律（平成18年法律第58号）附則1条および附則14条により、2007年6月1日廃止された。

## 概要
「刑事施設」（改正前の旧監獄法における呼称は「監獄」）の管理運営と「被収容者」（同「在監者」）の処遇について定める。本法では未決拘禁者と死刑確定者の処遇に関してのみ定めており、刑事施設一般及び受刑者の処遇に関しては、刑事施設及び受刑者の処遇等に関する法律に定められていた。
1908年（明治41年）に制定された本法は法律によって刑事施設について定めたものとしては世界で最初のものであった。
もっとも、その法律が百年近く使用されてきたため、現実にそぐわない規定や、必要ながら定められていない事項がある、また被収容者の権利に関する規定が曖昧、実際の処遇は被収容者が知る由も無い法務省内部の通達や通牒によって行われていて刑事施設は法ではなく力が支配している無法地帯であるという指摘があった。このため、本法の改正が行われることになった。

### 改正の経緯
詳しい改正の経緯については「拘禁二法案」の項を参照のこと。
改正前の旧監獄法は受刑者を含むすべての被収容者の処遇について規定していた。
しかし、平成14年から平成15年にかけて受刑者の処遇等に関する問題が表面化したことを受けて、行刑改革会議が設置され、同会議が、平成15年12月、法務省に対し、監獄法の全面改正を求める提言をした。
そこで、まずは受刑者の処遇を中心として監獄法の改正をすることとし、その後，未決拘禁者等の処遇に関しても早期に法改正をすることとなった。こうして、平成17年5月18日、刑事施設一般および受刑者の処遇に関して定める刑事施設及び受刑者の処遇等に関する法律（受刑者処遇法）が成立し、平成18年5月24日施行された。この結果、本法には、未決拘禁者・死刑確定者の処遇についての規定だけが残り、同法附則第15条によって、法律名称が「監獄法」から「刑事施設ニ於ケル刑事被告人ノ収容等ニ関スル法律」へと改められた。

### 廃止・受刑者処遇法への統合
以上のように、本法は、法律名は変わったものの、未決拘禁者・死刑確定者についての規定内容は、なお旧監獄法のままであったため、未決拘禁者・死刑確定者の処遇についても、なるべく早期に法改正をすることが要求された。
そこで、平成18年（2006年）6月2日、第164回通常国会において、刑事施設及び受刑者の処遇等に関する法律の一部を改正する法律（受刑者処遇法改正法）が成立し、同年6月8日に公布された。同改正法は、平成19年6月1日に施行された（施行日につき平成19年5月25日政令第167号）。
これによって、未決拘禁者・死刑確定者についての規定は、受刑者処遇法に統合されることとなり、本法は廃止された。そして、受刑者処遇法は、統合後は現在の「刑事収容施設及び被収容者等の処遇に関する法律」に題名が変更された。
本法の廃止によって、日本は百年近く続いた旧監獄法のもとでの運用を終了した。

## 刑事施設ニ於ケル刑事被告人ノ収容等ニ関スル法律の内容

### 構成
第一章　総則（第一条－第十条）
第二章　収容（第十一条－第十四条）
第三章　拘禁（第十五条－第十八条）
第四章　戒護（第十九条－第二十三条）
第五章　作業（第二十四条－第二十八条）
第六章　教誨及ヒ教育（第二十九条－第三十一条）
第七章　給養（第三十二条－第三十五条）
第八章　衛生及ヒ医療（第三十六条－第四十四条）
第九章　接見及ヒ信書（第四十五条－第五十条）
第十章　領置（第五十一条－第五十七条）
第十一章　懲罰（第五十八条－第六十二条）
第十二章　釈放（第六十三条－第七十条）
第十三章　死亡（第七十一条－第七十五条）

## 旧監獄法の内容

### 構成
第一章　総則（第一条－第十条）
第二章　収監（第十一条－第十四条）
第三章　拘禁（第十五条－第十八条）
第四章　戒護（第十九条－第二十三条）
第五章　作業（第二十四条－第二十八条）
第六章　教誨及ヒ教育（第二十九条－第三十一条）
第七章　給養（第三十二条－第三十五条）
第八章　衛生及ヒ医療（第三十六条－第四十四条）
第九章　接見及ヒ信書（第四十五条－第五十条）
第十章　領置（第五十一条－第五十七条）
第十一章　賞罰（第五十八条－第六十二条）
第十二章　釈放（第六十三条－第七十条）
第十三章　死亡（第七十一条－第七十五条）